# Aubel
Cet article possède des paronymes, voir Obèle, Eugène Aubel, Florent van Aubel et Théorème de van Aubel.
Aubel (en wallon Åbe) est une commune francophone de Belgique située en Région wallonne dans la province de Liège, ainsi qu'une localité où siège son administration.
Aubel a su évoluer avec son temps et le village est devenu un pôle capital du secteur agroalimentaire belge : viandes, charcuteries, sirops, cidres, biscuits, bières,gaufres… De plus, Aubel possède de nombreuses entreprises et ce dans différents secteurs d'activités (la construction, l'habillement,…).
Aubel recèle aussi une nature préservée et a su garder de belles traces de son passé, avec l'abbaye du Val-Dieu (XIIIe siècle) et de nombreux bâtiments, fermes et chapelles que l'on peut découvrir au détour d'une promenade sur le territoire communal.

## Géographie
Aubel se trouve à l'est de la Belgique, dans la province de Liège, dans l'arrondissement de Verviers et sur le plateau de Herve.
Aubel se situe à 235 mètres d'altitude sur un plateau dominant deux vallées, celle de la Berwinne et celle de la Bel.Son altitude varie de 142 à 348 mètres d'altitude.Sa superficie est de 1 883 hectares et sa population se compose d'un peu plus de 4 000 habitants (Aubeloises et Aubelois).
Le village est proche des Pays-Bas et de l'Allemagne. Aubel est localisé au centre du triangle Liège-Maastricht-Aix-la-Chapelle, au cœur de l'Euregio Meuse-Rhin.
La commune est voisine des Fourons, commune faisant partie de la province flamande de Limbourg.
Les rivières de la Berwinne et de la Bel drainent la commune. Il y a également un rau nommé La Pétreuse qui prend sa source à Messitert pour se jeter dans la Berwinne.
|        | Fourons            |             |
| Dalhem | Aubel              | Plombières  |
| Herve  | Thimister-Clermont | Welkenraedt |

### Localités
Aubel (centre administratif), Messitert, Saint-Jean-Sart et La Clouse.

## Démographie
En tenant compte des anciennes communes entraînées dans la fusion de communes de 1977, on peut dresser l'évolution suivante :
- Source: DGS , de 1831 à 1981=recensements population; à partir de 1990 = nombre d'habitants chaque 1 janvier[2]

## Histoire

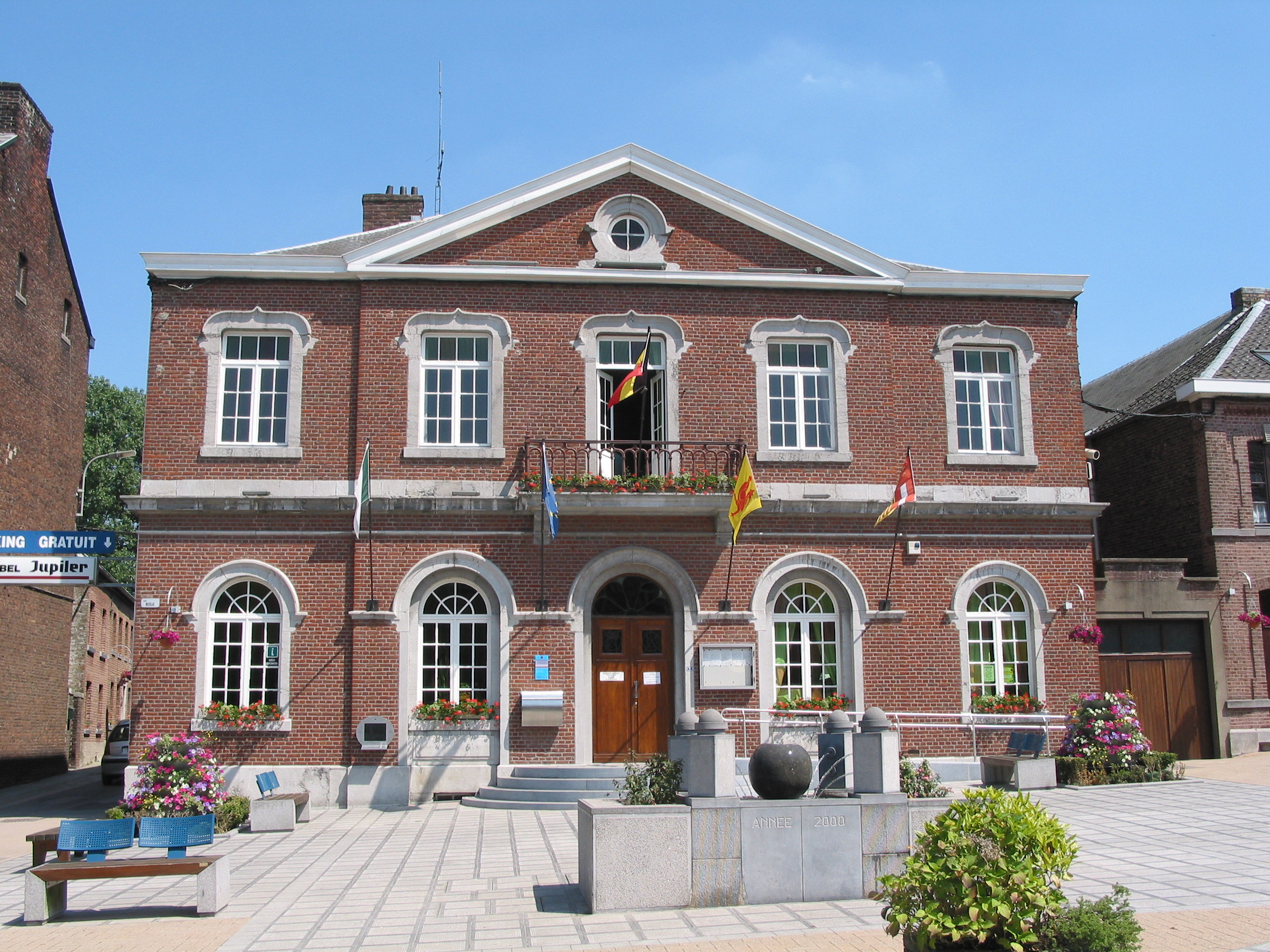
La maison communale.

Comme en bien d'autres endroits, la légende locale attribue la construction de la première chapelle d'Aubel à un seigneur égaré à la chasse dans l'épaisse forêt qui couvrait la région à cette époque lointaine et retrouvant son chemin à l'invocation de Saint Hubert, le patron des chasseurs.
Quoi qu'il en soit, le nom d'Aubel apparaît pour la première fois en 1248 sous la forme de Able. Sans doute doit-on voir dans ce nom le « albula » latin, « la petite (rivière) blanche ». Quoi de plus normal, en un endroit où le calcaire abonde ?
Sans doute en ce XIIe – XIIIe siècle, le territoire d'Aubel, de plus en plus peuplé, se détache-t-il du ban de Fouron pour constituer un nouveau ban avec cour de justice de laquelle on appelait à la Haute Cour de Fouron-le-Comte. Au milieu du XIIIe siècle, l'agglomération est suffisamment développée pour avoir en son sein un prêtre desservant la chapelle dédiée à saint Hubert. Ce n'est toutefois qu'en 1395 qu'il prend le titre de curé d'Aubel.

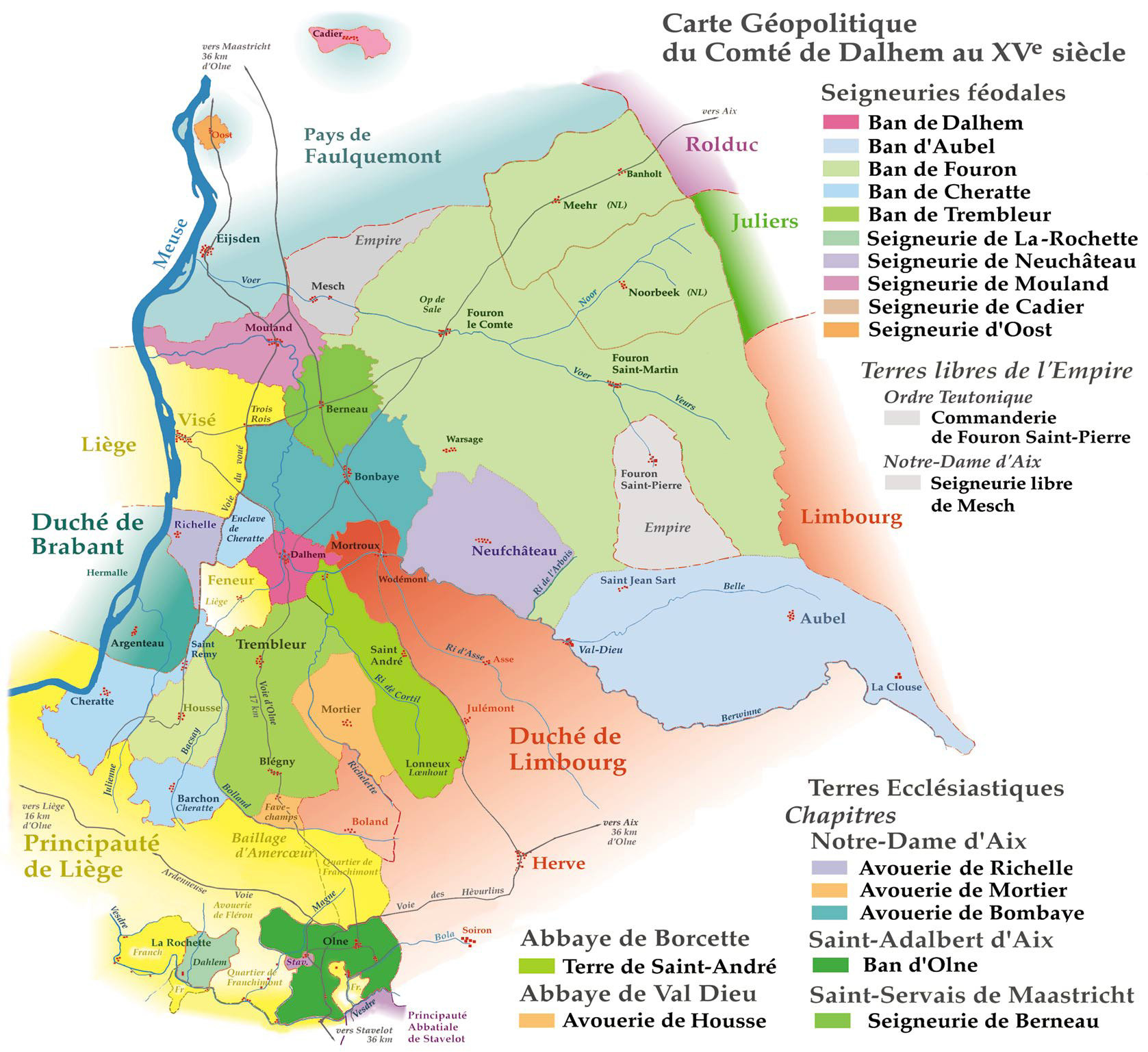
Carte du comté de Dalhem.

Au XVIIe siècle, le ban d'Aubel se classe déjà de longue date parmi les plus importants du pays de Dalhem. Aussi les Aubelois demandent-ils à leur souverain l'autorisation de tenir marché chaque semaine en leurs murs. L'octroi est accordé le 28 août 1630, consacrant ainsi la vitalité du vieux bourg. Et quelque temps après sa création, le marché apparaît déjà comme le centre le plus important du commerce de grains, en même temps qu'il sert d'exutoire pour les laitages du cœur du pays de Herve.
Les guerres incessantes avec les Provinces-Unies obligeant le roi d'Espagne, souverain d'Aubel, à se procurer des finances, celui-ci met en vente les droits de « seigneur haut justicier » dans nombre de villages. Le 30 mars 1643, Philippe IV engage, puis vend la seigneurie d'Aubel à Jean-Rodolphe d'Imstenraedt, seigneur de Mheer. En 1668, la seigneurie passera aux barons de Loë : le dernier seigneur d'Aubel sera le baron Gérard de Loë-Imstenraedt.
De ces temps reculés, les Aubelois ont conservé un grand nombre de constructions. L'une des plus remarquables est certes le « Vieil Aubel », antique bâtisse du XVIe siècle, restaurée en 1700. Le pignon possède des étages en colombages percés de petites baies typiques.
Les châteaux d'Altena et de Gorhez sont quant à eux de beaux exemples de demeures de la bourgeoisie rurale d'Ancien Régime. Le premier date de 1620 et marque par sa robustesse, ses douves, ses mâchicoulis et sa porte en plein cintre en retrait dans un rectangle où venait se relever le pont-levis. Le second fut érigé en 1767 : ses lignes sont plus fines et sa structure de style Louis XIV, plus élégante. On retrouve ici tout le bonheur de vivre du XVIIIe siècle.
Un événement marqua encore l'histoire d'Aubel : c'est le complot contre l'occupant français. Réunis nombreux dans la nuit de 8 au 9 février 1799 dans la ferme du Strouvenbosch, les conjurés devaient surprendre un détachement français en quartier d'hiver au Bois-Rouge. Hélas, les Français, avertis grâce à une trahison, déjouèrent le complot en faisant irruption dans la ferme. Des six prisonniers, quatre furent exécutés derrière la porte du rempart Léonard à Liège le 7 avril 1799.
Durant la Seconde Guerre mondiale, Aubel vit son territoire partiellement annexé via un de ses hameaux (La Clouse) par l'Allemagne nazie.

## Héraldique
|  | La commune possède des armoiries qui lui ont été octroyées le 30 juin 1840. Elles représentent le saint patron local, Saint Hubert. Elles sont basées sur le plus vieux sceau connu du village daté du XVe siècle. Blasonnement : D'argent terrassé de sinople, à senestre, un cheval de sable cabré, à dextre un cerf d'or surmonté d'une croix du même. Au centre, à genoux, Saint-Hubert au naturel auréolé d'or au pied d'un arbre au naturel. - Délibération communale : 1 mai 1837 - Arrêté royal : 30 juin 1840 Source du blasonnement : Heraldy of the World. Lieve Viaene-Awouters et Ernest Warlop, Armoiries communales en Belgique, Communes wallonnes, bruxelloises et germanophones, t. 1 : Communes wallonnes A-L, Bruxelles, Dexia, 2002, p. 130 |

## Politique et administration

### Collège et conseil communal 2024-2030
Ci-dessous, le tableau des résultats des élections communales de 2024.
| Parti | Parti         | Voix (2024) | Voix (2018) | % (2024) | % (2018) | +/-    | Sièges | +/- | Collège |
| ----- | ------------- | ----------- | ----------- | -------- | -------- | ------ | ------ | --- | ------- |
|       | Aubel Demain  | 1.631       | 1.771       | 56,65%   | 62,29%   | 5.64 % | 9 / 15 | 1.0 | Oui     |
|       | Aubel Citoyen | 1.248       | 1.072       | 43,35%   | 37,71%   | 5.64 % | 6 / 15 | 1.0 | Non     |
| Total | Total         | 2 879       | 2 843       | 100 %    | 100 %    |        | 15     |     |         |

| Collège communal   |                     |                   |
| ------------------ | ------------------- | ----------------- |
| Bourgmestre        | Freddy Lejeune      | MR - Aubel Demain |
| 1er Échevin        | Benoît Dorthu       | MR - Aubel Demain |
| 2e Échevin         | Antoine Vermeire    | Aubel Demain      |
| 3e Échevine        | Audrey Joris        | Aubel Demain      |
| Présidente du CPAS | Céline Denoël-Hubin | Aubel Demain      |

### Liste des bourgmestres depuis 1830
- Jean-Claude Meurens, de 1995 à 2018, (MR)[5]
- Freddy Lejeune, de 2019 à aujourd'hui, (MR)[6].

## Patrimoine et culture

### Patrimoine, monuments et sites
- Le patrimoine immobilier classé.
- Oratoire Saint-Hubert.
- Abbaye du Val-Dieu.
- Église Saint-Hubert (œuvre de l'architecte Émile Deshayes et du maître verrier Camille Ganton-Defoin).
- Maisons classées du centre d'Aubel : maison Moreau, ancien hôtel du Nord, maison À l'Empereur.
- Anciennes fermes dont la ferme de Langstraat, classée.
- Ancienne locomotive diesel (DSCF5959) de la mine de Blegny, à l'emplacement de l'ancienne gare[7].

## Galerie

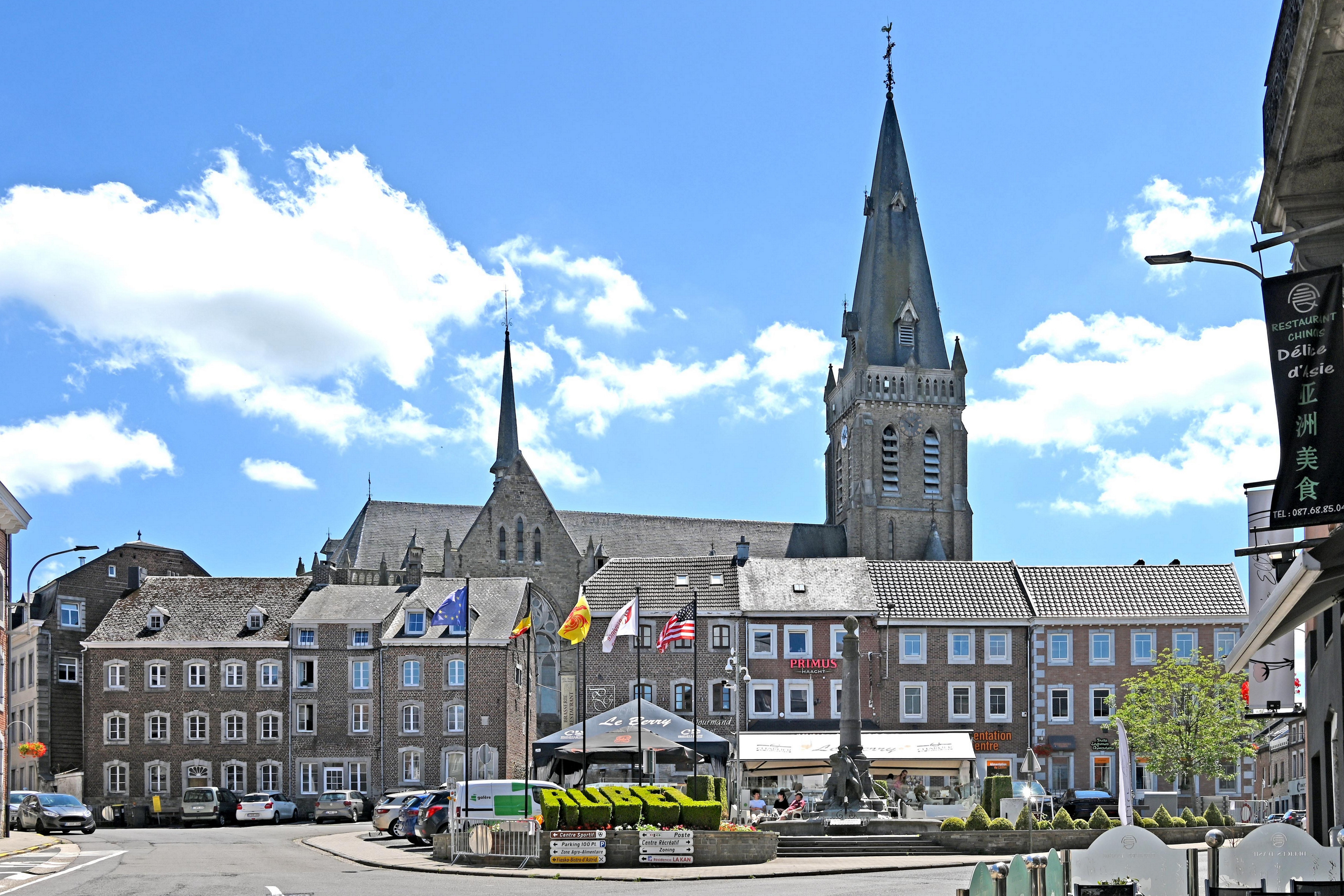
Le centre d'Aubel
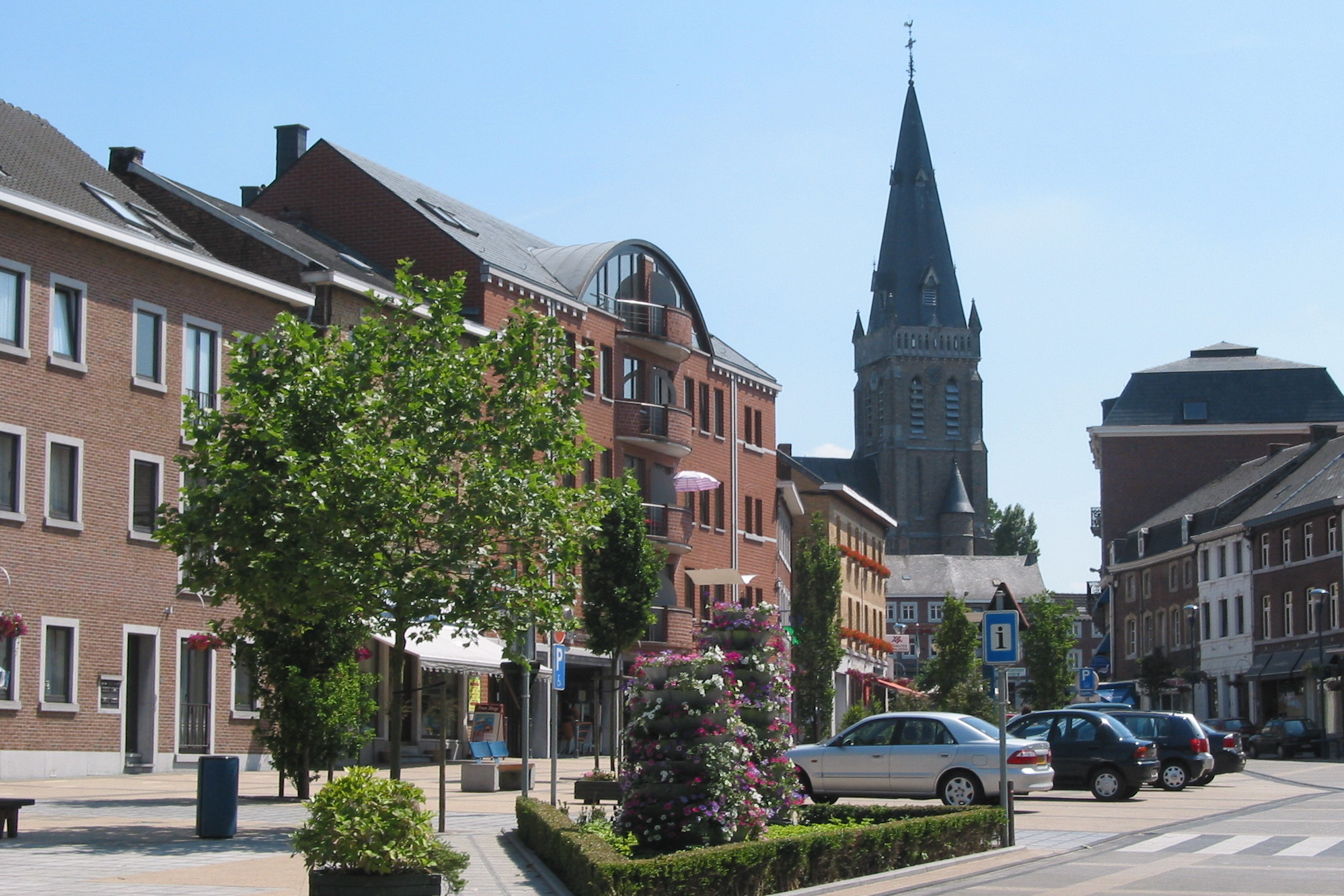
Place Nicolaï.
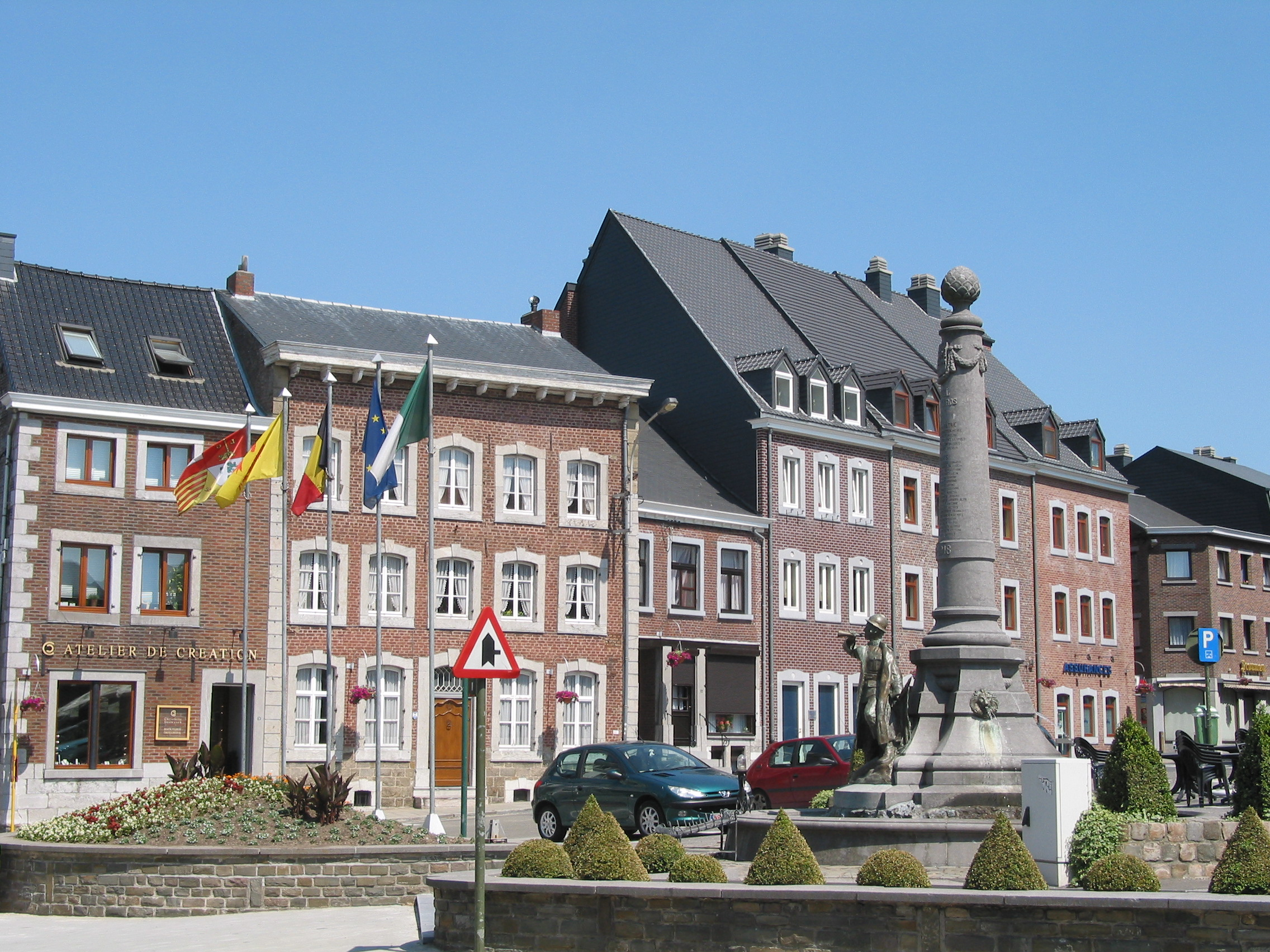
Place Antoine Ernst dont la maison Moreau.
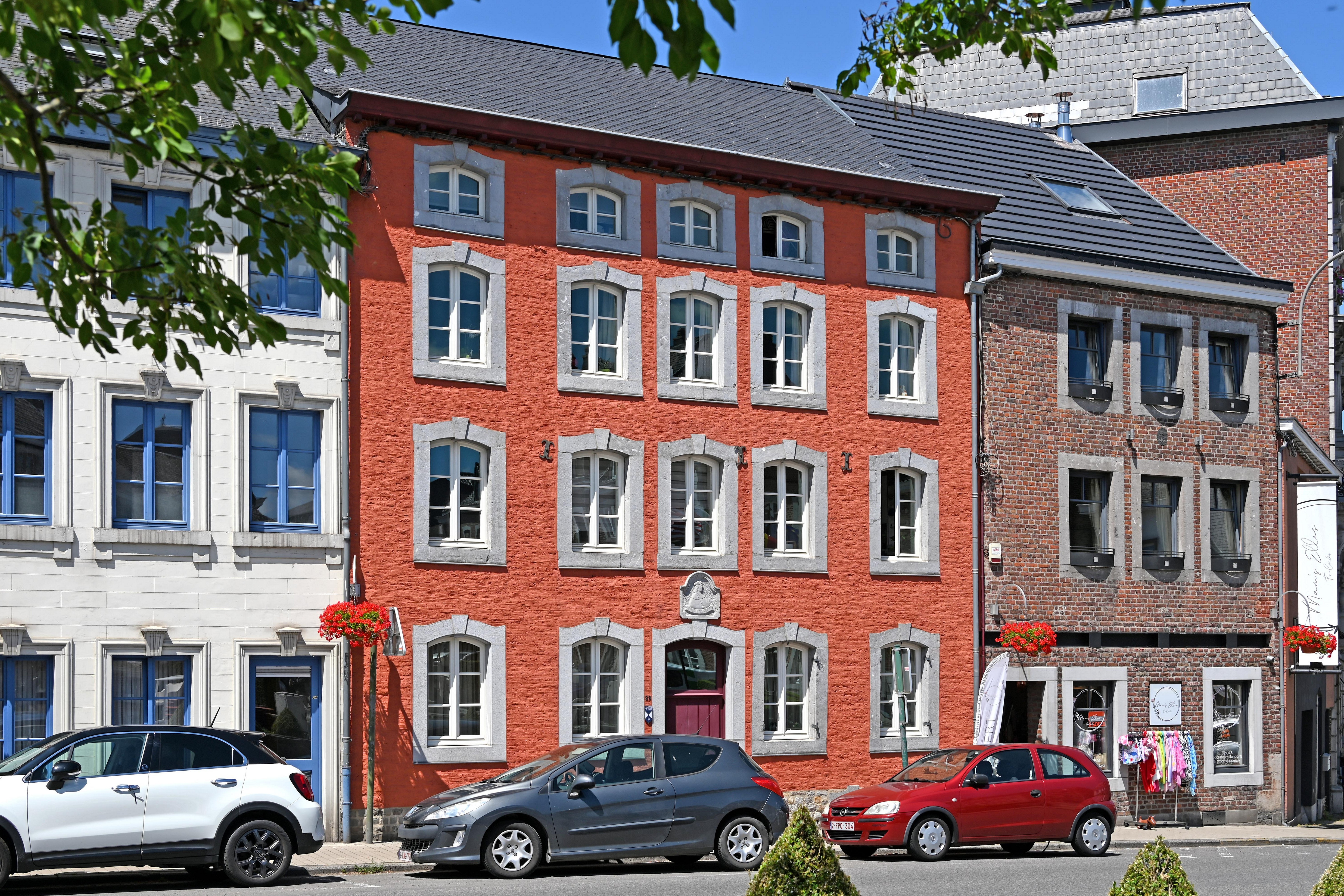
“Maison A l'Empereur”
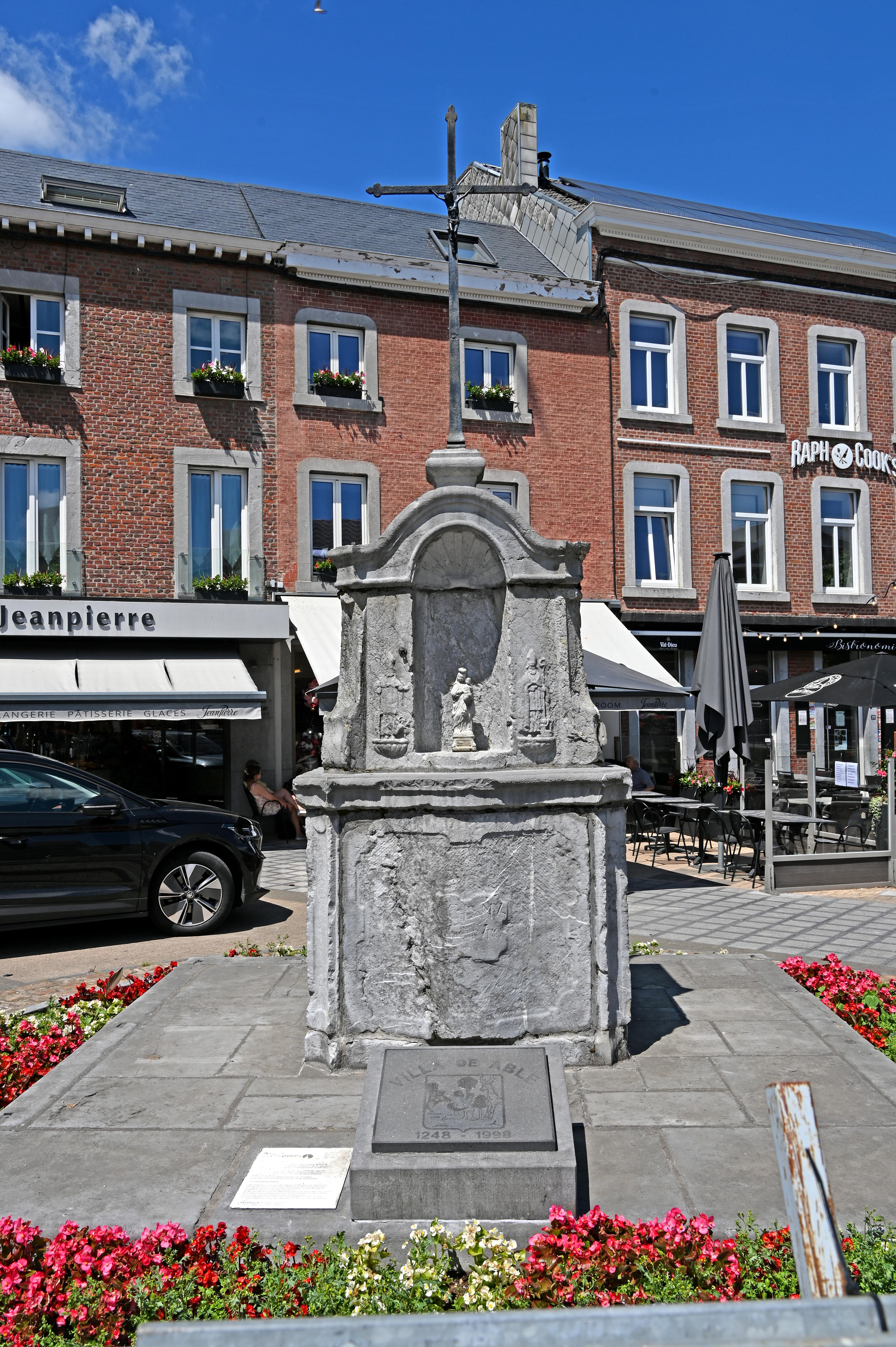
« Edicule Saint-Hubert »
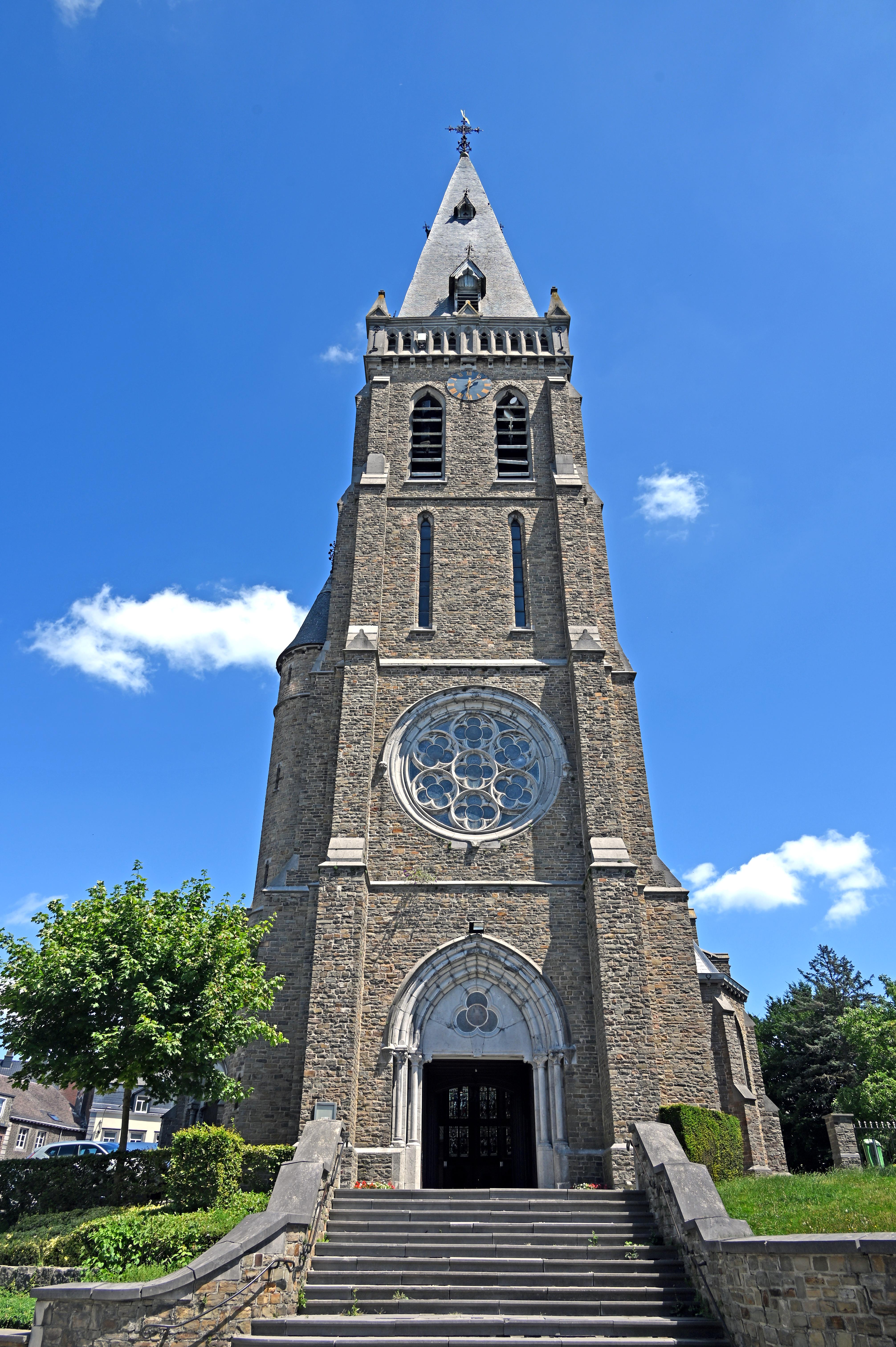
Église Saint-Hubert
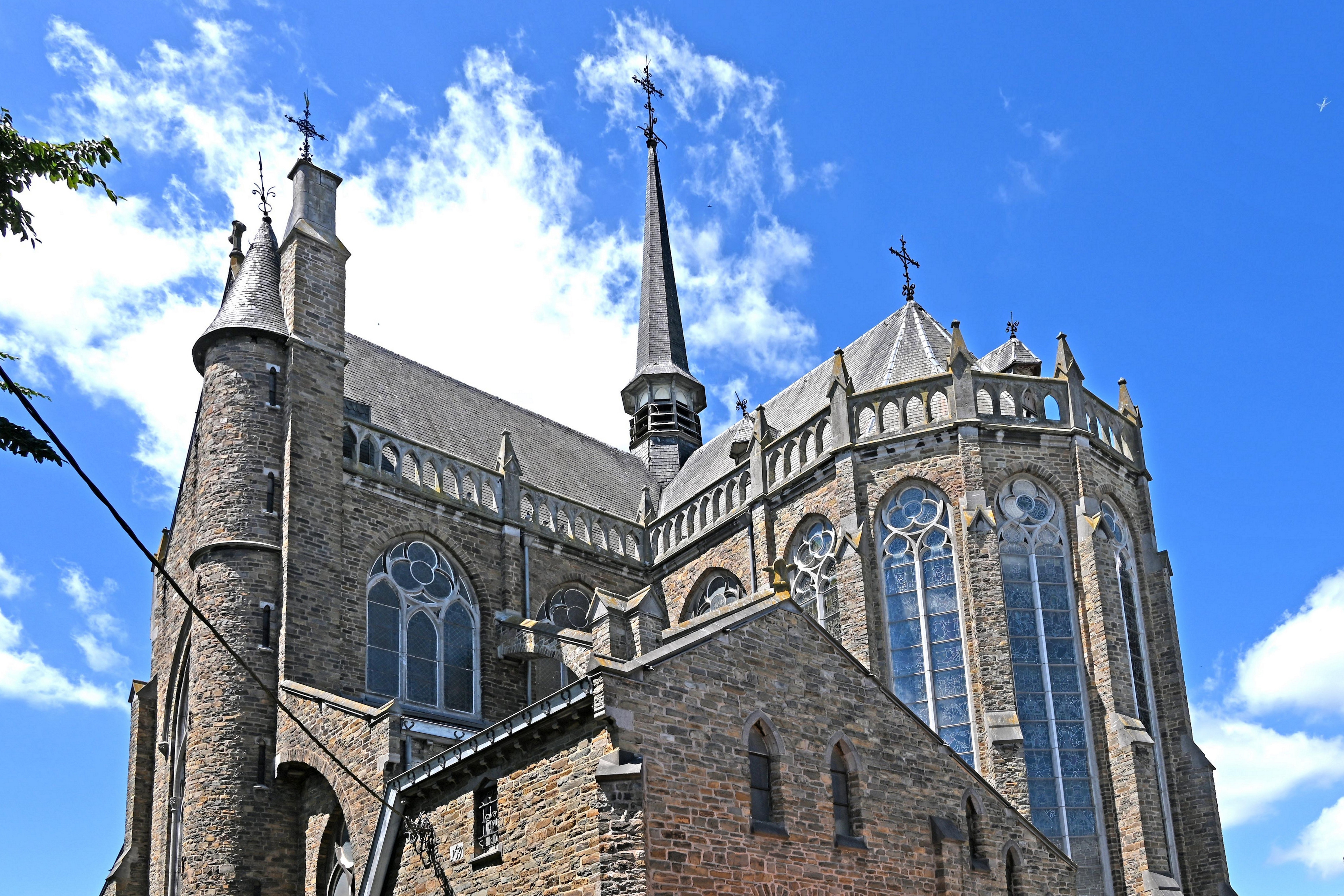
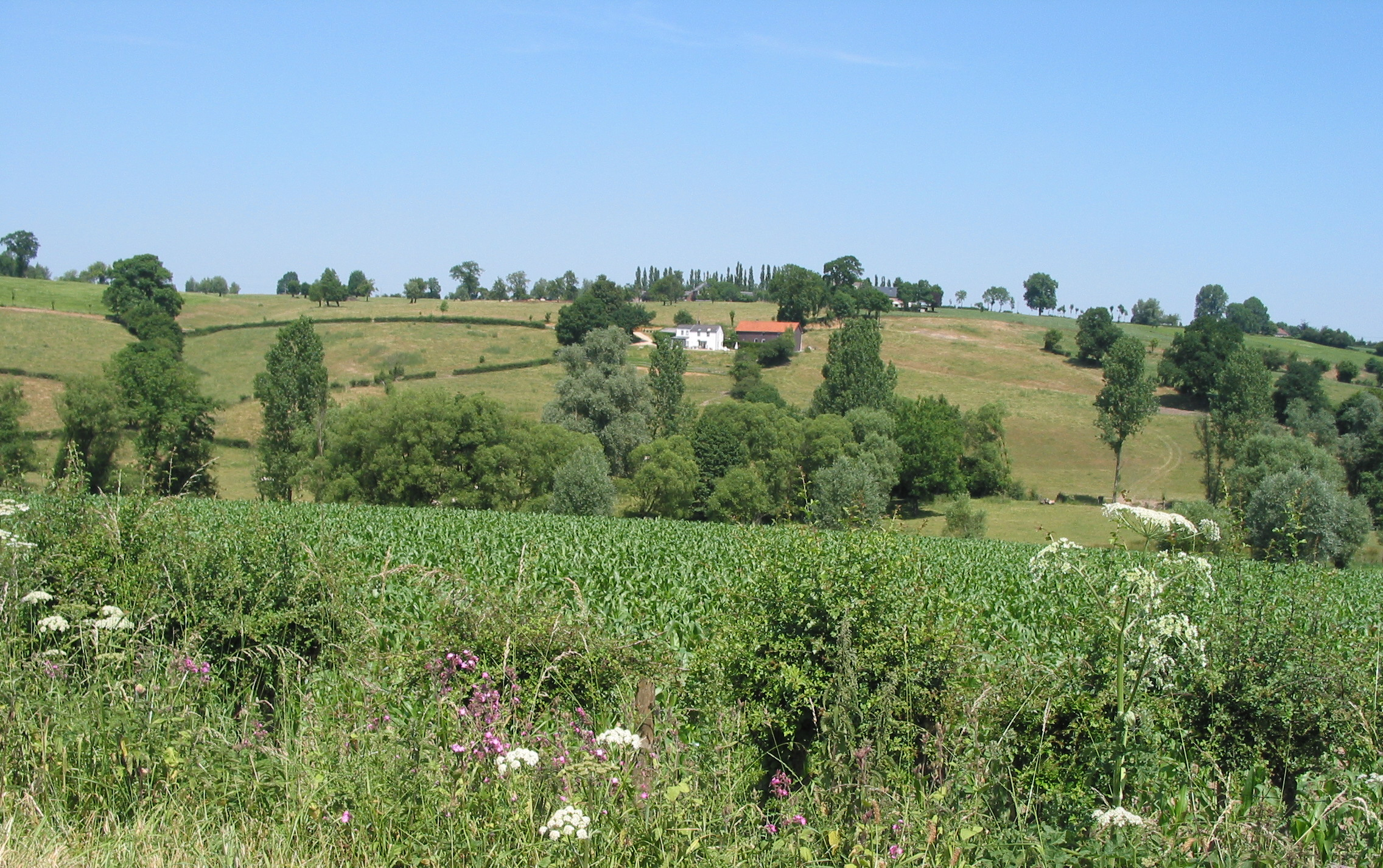
Le Pays d'Aubel.
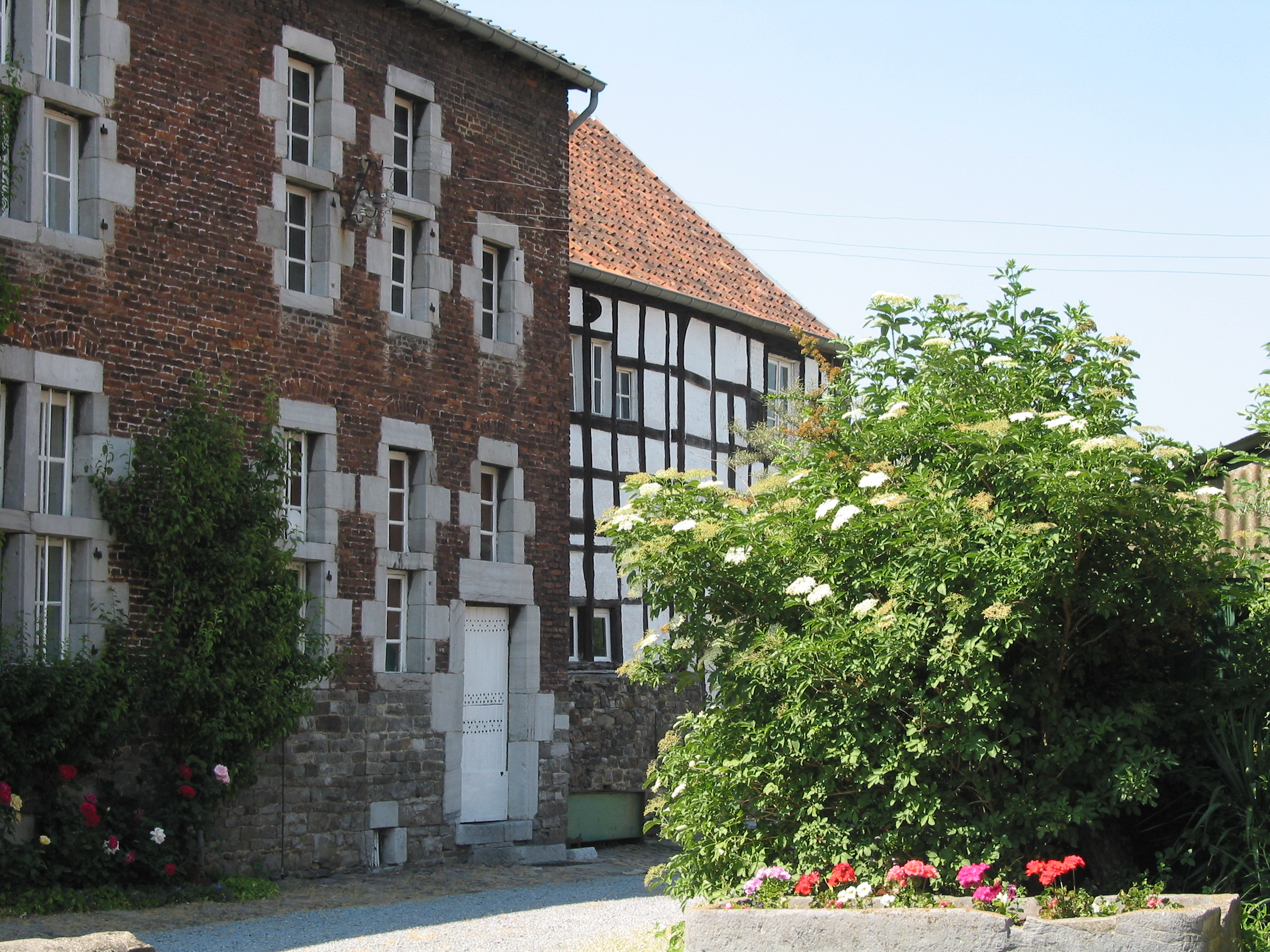
Ferme de Langstraat.
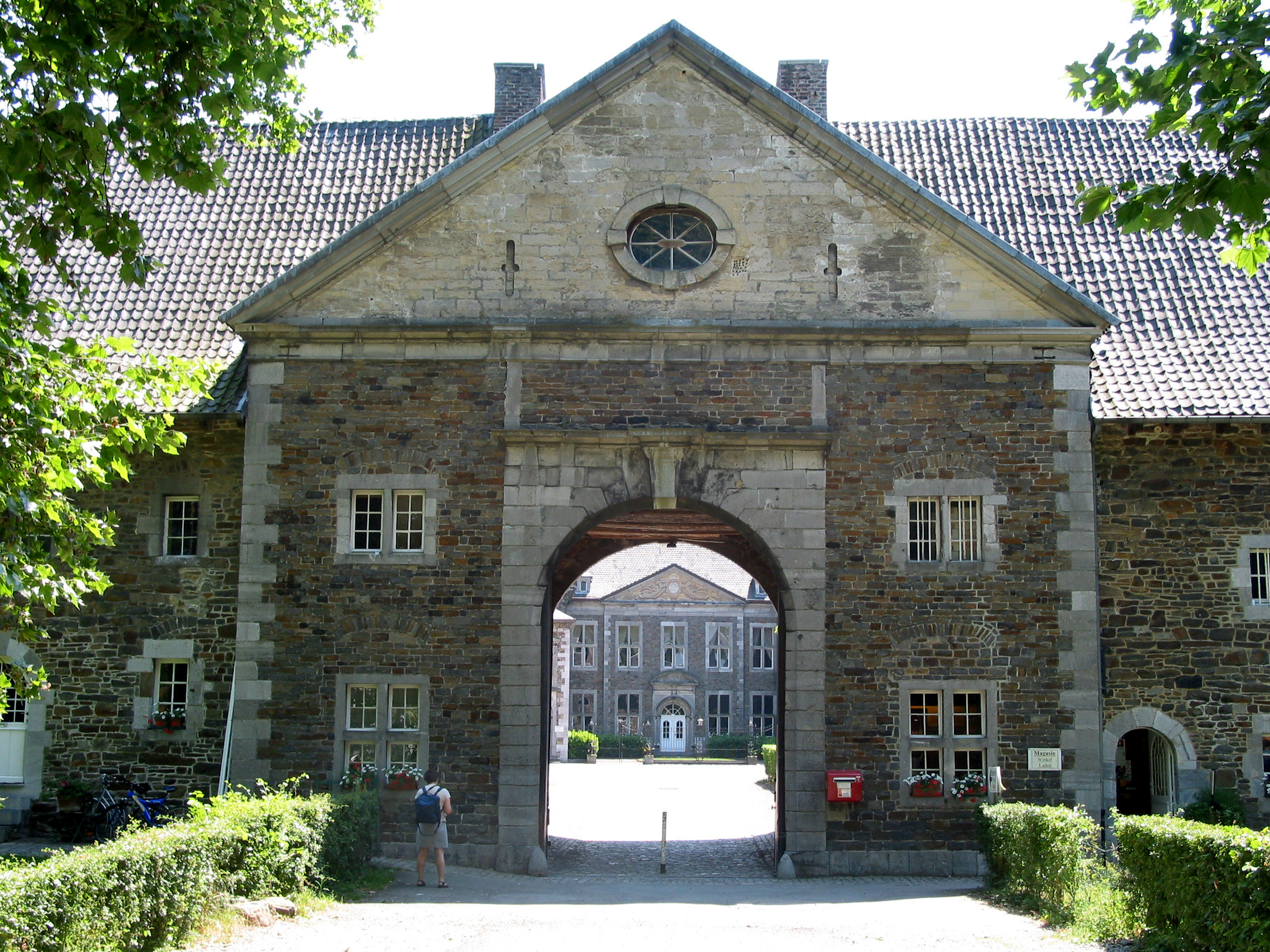
Porte d'entrée principale de l'abbaye du Val-Dieu.
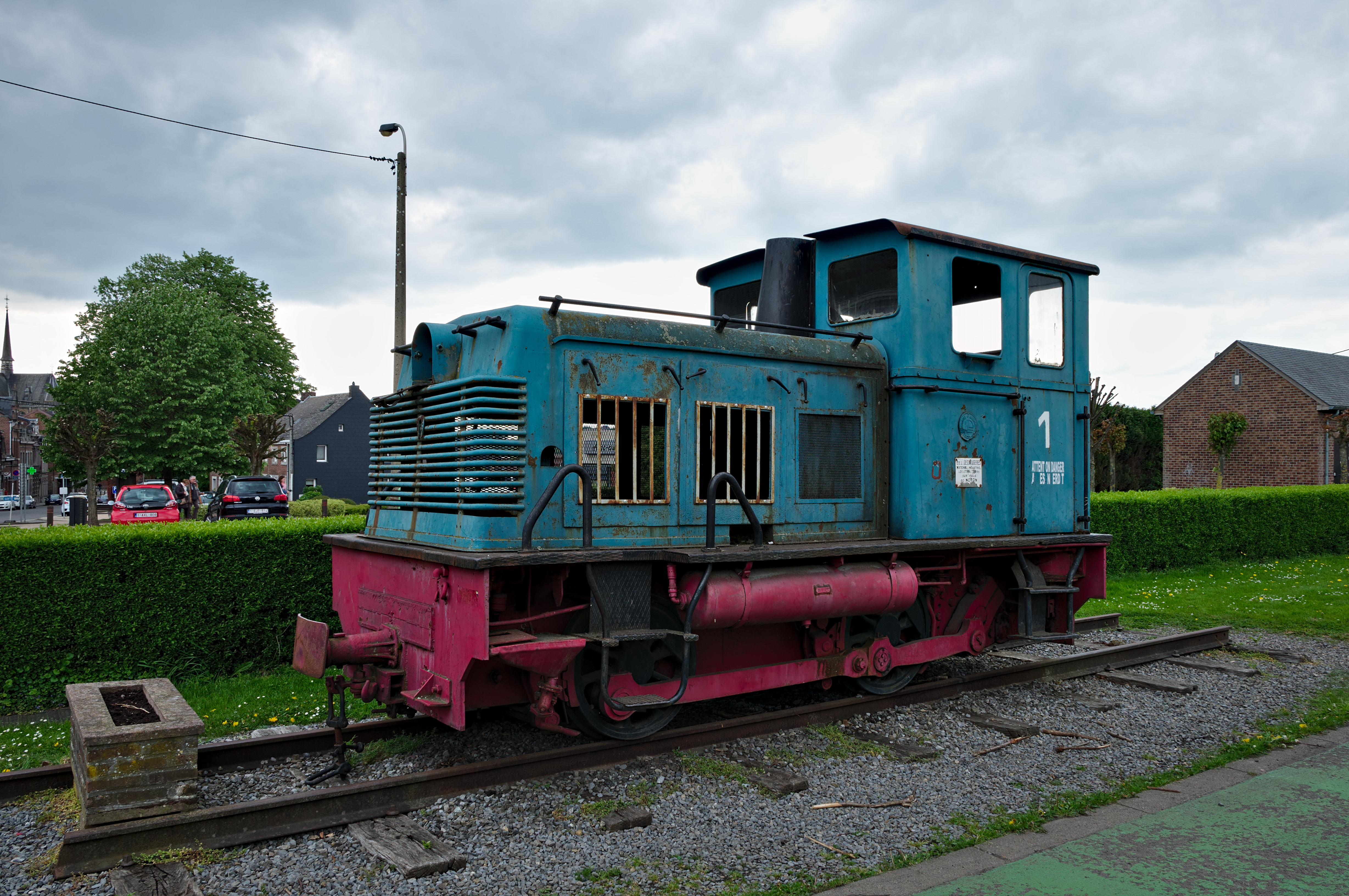
La locomotive.

## Économie
Aubel est réputée pour ses nombreuses productions agroalimentaires : charcuterie, fromage, sirop de Liège, cidre et bière (Val-Dieu). Les fromages de Herve et de l'Abbaye du Val-Dieu sont fabriqués par la laiterie régionale de Herve.

## Personnalités liées à la commune
- Servais Duriau, moine encyclopédiste du XVIIIe siècle.
- Hubert Grooteclaes, photographe.
- Ben Stassen, producteur, scénariste et réalisateur de films d'animation en 3D belge.

#### Histoire
- Comté de Dalhem
- Duché de Limbourg

#### Géographie
- Pays de Herve
- Entre-Vesdre-et-Meuse